# Фрітаун (Індіана)
Фрітаун (англ. Freetown) — переписна місцевість (CDP) в США, в окрузі Джексон штату Індіана. Населення — 369 осіб (2020).

## Географія
Фрітаун розташований за координатами 38°58′47″ пн. ш. 86°7′48″ зх. д. / 38.97972° пн. ш. 86.13000° зх. д. (38.979632, -86.130011).  За даними Бюро перепису населення США в 2010 році переписна місцевість мала площу 1,88 км², з яких 1,88 км² — суходіл та 0,01 км² — водойми.

## Демографія
Згідно з переписом 2010 року, у переписній місцевості мешкало 385 осіб у 151 домогосподарстві у складі 112 родин. Густота населення становила 204 особи/км².  Було 181 помешкання (96/км²).
Расовий склад населення:
| - 97,9 % — білих - 0,3 % — корінних американців |

До двох чи більше рас належало 1,8 %. Частка іспаномовних становила 0,0 % від усіх жителів.
За віковим діапазоном населення розподілялося таким чином: 23,9 % — особи молодші 18 років, 62,3 % — особи у віці 18—64 років, 13,8 % — особи у віці 65 років та старші. Медіана віку мешканця становила 36,1 року. На 100 осіб жіночої статі у переписній місцевості припадало 94,4 чоловіків;  на 100 жінок у віці від 18 років та старших — 87,8 чоловіків також старших 18 років.
За межею бідності перебувало 3,4 % осіб, у тому числі 0,0 % дітей у віці до 18 років та 0,0 % осіб у віці 65 років та старших.
Цивільне працевлаштоване населення становило 170 осіб. Основні галузі зайнятості: будівництво — 48,2 %, виробництво — 27,6 %, оптова торгівля — 14,1 %, науковці, спеціалісти, менеджери — 5,3 %.